# Afroedura
Afroedura är ett släkte av ödlor. Afroedura ingår i familjen geckoödlor.
Släktets medlemmar förekommer från norra Moçambique och Angola till Sydafrika. Mellan fingrarna och tårna finns ingen hud och på fingertopparna förekommer skivor. Arterna liknar medlemmar av det australiska släktet Oedura. Ursprungligen listades alla arter i detta släkte. Dessa geckoödlor lever i låglandet och i bergstrakter. De är vanligen nattaktiva. Med en genomsnittlig vikt av 2,7 g är arterna små. Några arter kan tappa sin svans vid fara. Födan utgörs av ryggradslösa djur. Exemplaren ligger efter natten en tid i solen. Vid viloplatsen i bergssprickor bildas ofta flockar.
Arter enligt Catalogue of Life:
- Afroedura africana
- Afroedura amatolica
- Afroedura bogerti
- Afroedura hawequensis
- Afroedura karroica
- Afroedura nivaria
- Afroedura pondolia
- Afroedura tembulica
- Afroedura transvaalica

IUCN listar Afroedura multiporis som nära hotad (NT), två arter med kunskapsbrist (DD) och de andra arterna som livskraftiga (LC).